# Mořská vlna

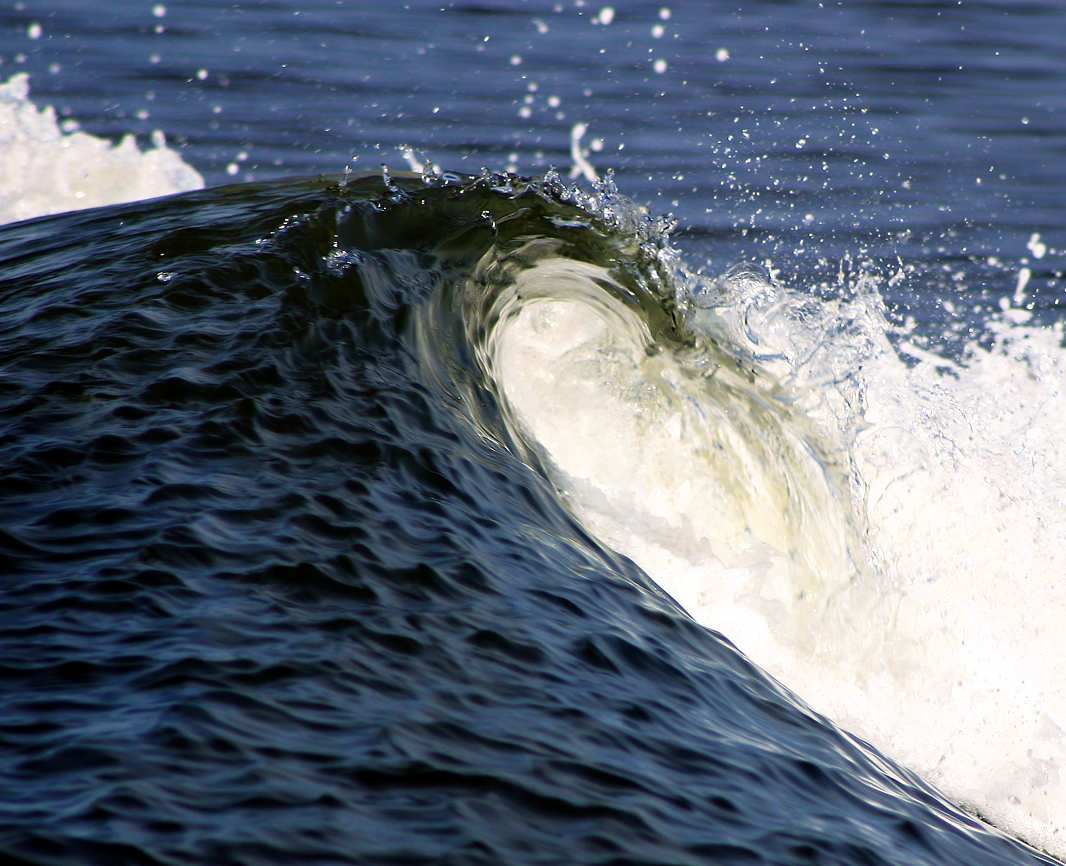
Lámající se vlna

Mořská vlna je pohyb částí vody. Vlny jsou vyvolávány především větrem (eolické vlny) a mořskými proudy. Mimoto mohou být vyvolány i zemětřesením, sesuvem půdy nebo části ledovce do vody apod.

## Charakteristika vln

V mělké vodě se trajektorie částic zplošťuje a získává elipsovitý tvar.

Vlna vyvolaná větrem vzniká rotačním pohybem částic vody při hladině. Částice vody rotují na místě, zatímco tvar vlny se přesouvá ve směru větru. Vrchol vlny se označuje jako hřbet, nejnižší bod jako důl nebo vpadlina. Délka vlny je vzdálenost mezi dvěma hřbety, výška vlny vzdálenost mezi hřbetem a dolem. Perioda vlny je čas, který uplyne, než se hřbet následující vlny objeví na témže místě. Rychlost vlny se spočítá jako podíl délky s periodou.

Částice v hluboké vodě opisují téměř kruhové dráhy

Výška vlny závisí především na síle větru, rychlost vlny na jeho rychlosti[ujasnit], vliv má ovšem také celková velikost hladiny, hloubka vody a stabilita směru větru. Vlny se navíc mohou navzájem sčítat nebo naopak rušit, takže vlnění hladiny je poměrně složitý a ještě ne zcela prozkoumaný proces. Vlny mají značnou setrvačnost, takže moře zůstává zvlněné, i když se vítr utiší, a mohou se šířit až na vzdálenost tisíců kilometrů.
Tvar vlny se výrazně mění, když se vlna blíží ke břehu. Rotační pohyb částic vody se přibrzďuje o dno, zatímco u hladiny si rychlost uchovává. Tím se délka vlny zkracuje, a když je hloubka vody asi 1,3násobek výšky vlny, vlna se láme. Pod zlomem s sebou strhává vzduch, čímž dochází k jejímu zpěnění.

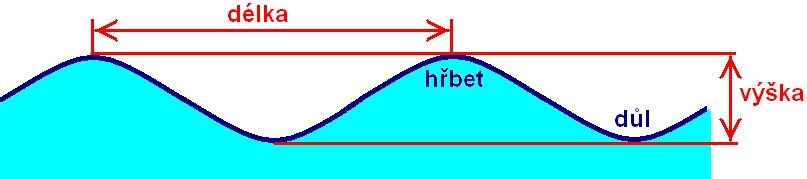
Části vlny

Místo, v němž se vlna láme, se označuje jako vlnolam. U pobřeží s relativně stálými větry dochází k lomu ve stále stejné vzdálenosti od břehu a v místě vlnolamu se na dně vytváří výrazný písečný val. Vlna pak prudce naráží na břeh a vzniká příboj. Síla příboje je závislá na horizontálním i vertikálním tvaru pobřeží - příboj je silný na útesech, kde se sčítají síly několika po sobě jdoucích vln, zatímco na plážích bývá slabší. Kromě toho se vlny natáčejí tak, že jsou s břehem víceméně rovnoběžné (tzv. refrakce vln), pročež je příboj silnější na mysech než v zálivech. Z toho důvodu se námořní přístavy budují v zálivech.
Výška eolických vln jen zřídka přesáhne 4 metry, i když jsou doloženy bouřlivé vlny o výšce až 15 metrů. Jedná se například o tzv. rogue waves, při jejichž formování hrají významnou roli nelineární procesy. Takové abnormální vlny je však těžké předvídat. Nejvyšší vlna na jižní polokouli dosáhla výšky 23,8 m a změřila ji novozélandská meteorologická služba 8. května 2018 u Campbellova ostrova.

## Druhy vln

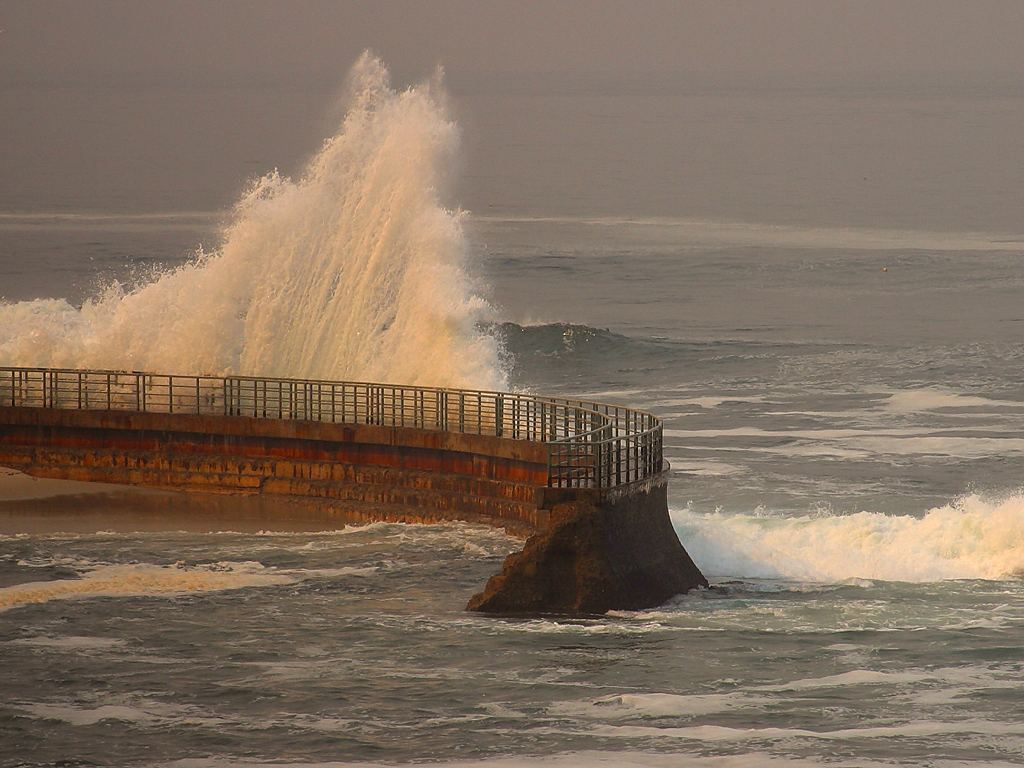
Příboj

- eolická vlna - vlna, pohybující se na volném moři, bývá dlouhá a nízká,
- driftová vlna - lámající se eolická vlna při pobřeží, vysoká a krátká (vhodná pro surfing)
- tsunami - obrovská ničivá vlna, vyvolaná podmořským zemětřesením nebo sesuvem půdy. Na volném moři je poměrně nízká, ale má extrémní délku (až tisíckrát větší než eolická vlna), vysokou rychlost (až 1000 km v hodině) a setrvačnost (šíří se až do vzdálenosti 15000 km).[4] Při pobřeží tak masy vody vystoupají do výšky několika desítek metrů; vyskytují se především v Asii.
- rogue wave - vlna, která svojí výškou více než dvojnásobně přesahuje signifikantní výšku (Hs – tj. střední výšku třetiny nejvyšších vln)